# Nesophontes edithae
Nesophontes edithae е изчезнал вид бозайник от семейство Nesophontidae.